# Dlya millionov
Dlya Millionov (en ruso: 'Для Миллионов'. en español: 'Para millones'). Es el octavo álbum de estudio del grupo de ska punk de San Petersburgo, Leningrad. Fue lanzado en el año 2003 por la compañía discográfica Misteriya Zvyka.
El primer tema “Menya zovut Shnur” es una burla de los artistas de rock populares del país como Splin, Tantsy minus, DDT, BI-2 y muchos otros.
En las líneas del coro: “Mi nombre es Shnur, mi nombre es Shnur. // Nos vemos en los sueños, mon amur. // Discapacidad y deformidades. // Drogadictos, mon ami!”. Esto es una parodia de Mumiy Troll y específicamente de la canción “Eto po lyubvy”. El segundo tema “May” inspirado en la creativida de Gorik Sukachiov, en particular son citas de su canción “Za okoshkom mecyats may”. “Papa bil prav” es una versión de la banda Sekret.
Para la canción “Raspizdyay” se realizó una versión de radio pero en realidad nunca se rotó por ninguna emisora.
La canción “Menedzher” si tuvo una versión de radio real, también tuvo un video animado que fue prohibió, el cual se transmitió posteriormente por los principales canales de música del país y a las semanas tuvo un lugar en las listas de Hit-Parade.
“Huyamba” también tuvo un video hecho con animaciones. En la televisión y en las radios a raíz de la censura quedó bajo en título de “Proleshny”. Este tema está basado en la canción “Voodoo People” de la banda The Prodigy. Tomando como base de la canción la música desde los 2’ 43’’ a los 3’ 21’’. La letra fue escrita por Shnurov y tomó prestada la frase “Magic people, voodoo people”.
Aleksei Munirov, columnista de The News, Nombró a Dlya Millionov como el mejor disco de Leningrad.

## Listado de temas
Todas las canciones escritas y compuestas por написаны Toda la música y letras fueron escritas por Sergei Shnurov. 
| N.º   | Título                                                       | Duración |  |
| 1.    | «Меня зовут Шнур - Menya zovut Shnur - (Mi nombre es Shnur)» | 2:42     |  |
| 2.    | «Май - May - (mayo)»                                         | 2:34     |  |
| 3.    | «Хуйня - Huinya»                                             | 2:55     |  |
| 4.    | «Менеджер - Menedzher - (Representante)»                     | 2:58     |  |
| 5.    | «Распиздяй - Raspizdiay»                                     | 3:02     |  |
| 6.    | «Ole-ole»                                                    | 3:12     |  |
| 7.    | «К тебе бегу - K tebe begu»                                  | 3:07     |  |
| 8.    | «Зина - Zina»                                                | 4:28     |  |
| 9.    | «Хуямба - Huyamba»                                           | 2:10     |  |
| 10.   | «Ноу ноу фьюче - Nou nou fiuche - (No no hay futuro)»        | 2:43     |  |
| 11.   | «Папа был прав - Papa byl prav»                              | 2:59     |  |
| 12.   | «Бабубуду - Babubudu»                                        | 3:28     |  |
| 13.   | «Распиздяй (радиоверсия) - Raspizdiay (versión de radio)»    | 2:44     |  |
| 14.   | «Дороги - Dorogi - Camino»                                   | 2:55     |  |
| 15.   | «Ленинград - Leningrad - (Leningrado)»                       | 2:30     |  |
| 44:33 |                                                              |          |  |